# Ammodesmidae
Ammodesmidae é uma família de pequenos milípedes endêmicos da África, contendo sete espécies em dois gêneros. Ammodesmids variam de 1,4 a 5,0 mm (0,055 a 0,197 in) de comprimento com 18 ou 19 segmentos corporais em ambos os sexos, e são capazes de rolar em uma esfera apertada.
Ammodesmidae contém dois gêneros: Ammodesmus, com três espécies conhecidas da África Ocidental e da República Democrática do Congo, e Elassystremma, com quatro espécies conhecidas da África Oriental. Os Ammodesmus adultos variam de 1,4 a 2 mm de comprimento, e os machos adultos possuem um último par de pernas fortemente modificado: com cerdas longas em forma de chicote (cerdas) e com garras vestigiais. Os machos do gênero Elassystremma não possuem as patas traseiras modificadas e são maiores, de 3,3 a 5 mm.

## Ammodesmus
O gênero Ammodesmus foi nomeado em 1896 pelo Orador F. Cook na descrição do Ammodesmus granum. O gênero era considerado restrito à África Ocidental (Guiné, Libéria e Costa do Marfim) até a descrição de 2015 de A. congoensis da República Democrática do Congo. A. congoensis difere das outras duas espécies pela ausência de ozóporos (glândulas defensivas) e tem dimorfismo sexual conspícuo, com fêmeas com cerdas longas e esparsas.
- Ammodesmus congoensis VandenSpiegel & Golovatch, 2015
- Ammodesmus granum Cook, 1896
- Ammodesmus nimba Vanden Spiegel & Golovatch, 2012

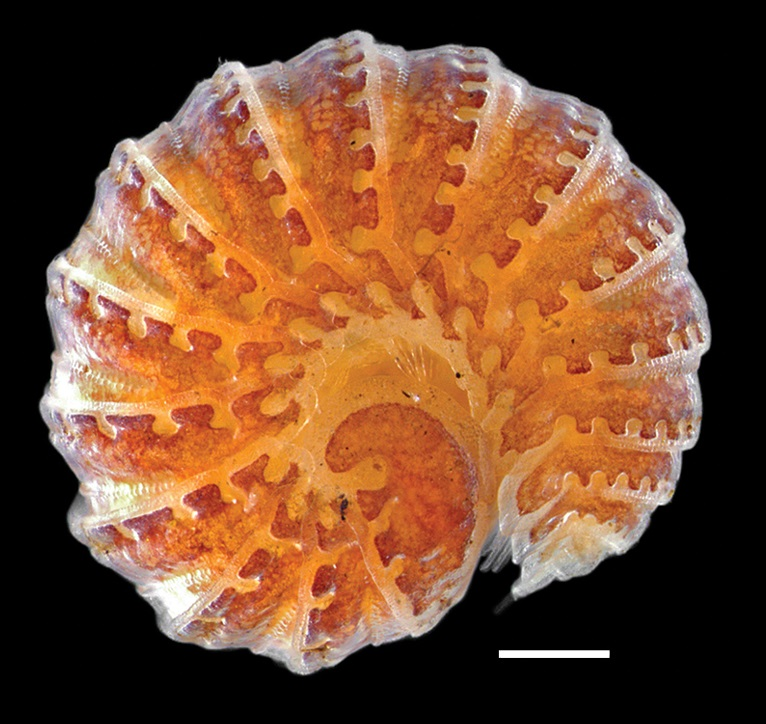
Ammodesmus nimba
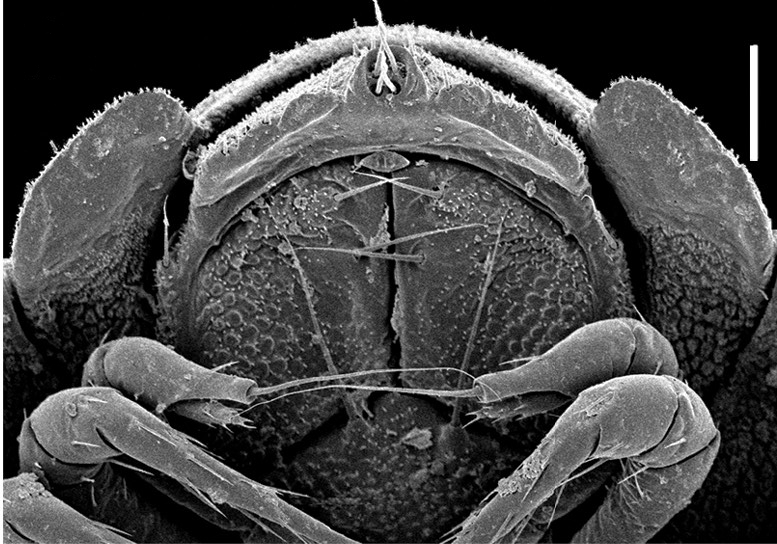
Pernas traseiras modificadas de Ammodesmus nimba
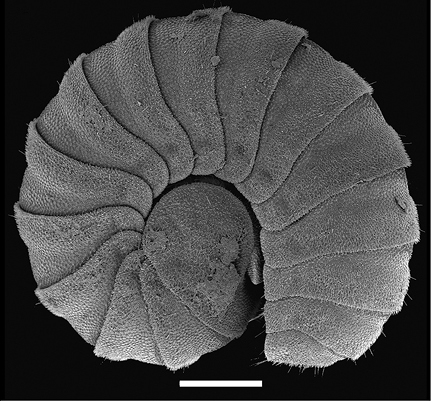
Ammodesmus congoensis macho
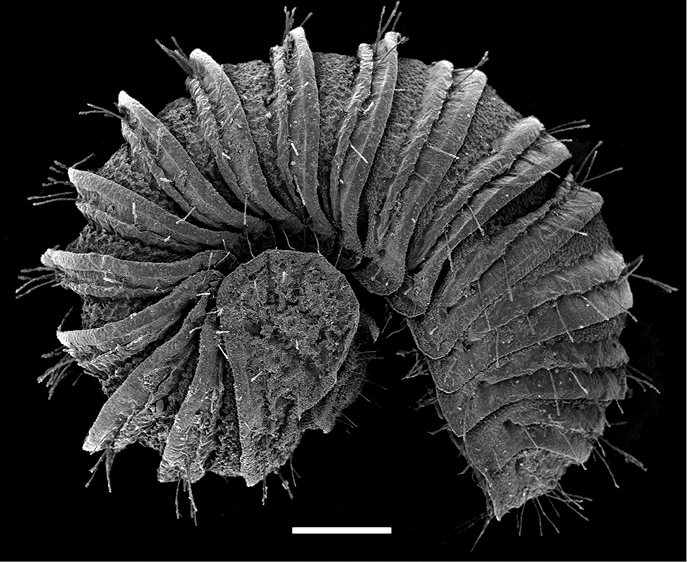
Ammodesmus congoensis fêmea

## Elassystremma
O gênero Elassystremma foi estabelecido em 1981 por Richard L. Hoffman e K. M. Howell. Quatro espécies são conhecidas, ocorrendo no Quênia, Tanzânia e Malawi.
- Elassystremma laeve VandenSpiegel & Golovatch, 2004
- Elassystremma michielsi VandenSpiegel & Golovatch, 2004
- Elassystremma pongwe Hoffman & Howell, 1981
- Elassystremma prolaeve VandenSpiegel & Golovatch, 2004